# Shogun (musikalbum)
Shogun är thrash metal-bandet Triviums fjärde studioalbum och släpptes den 30 september 2008 genom Roadrunner Records. 
Tre bonuslåtar har getts ut på en specialutgåva: "Upon the Shores", "Poison, Knife and the Noose" samt en cover på Iron Maidens låt "Iron Maiden".

## Låtlista
1. "Kirisute Gomen" - 6:30
2. "Torn Between Scylla and Charybdis" - 6:49
3. "Down from the Sky" - 5:34
4. "Into the Mouth of Hell We March" - 4:56
5. "Throes of Perdition" - 5:53
6. "Insurrection" - 5:55
7. "The Calamity" - 4:07
8. "He Who Spawned the Furies" - 4:39
9. "Of Prometheus and the Crucifix" - 4:57
10. "Like Callisto to a Star in Heaven" - 5:24
11. "Shogun" - 11:53